# خوان خوسه کوبو
خوان خوسه کوبو (اسپانیایی: Juan José Cobo‎؛ زادهٔ ۲۱ فوریه ۱۹۸۱) رکابزن حرفه‌ای سابق اهل اسپانیا است که در رشتهٔ دوچرخه‌سواری جاده فعالیت می‌کرد. او توانست در سال ۲۰۱۱ برندهٔ ووئلتا اسپانیا شود.

## آغاز زندگی
کوبو در تورلاوگا در استان کانتابریا زاده شد و نخستین پیروزی رسمی خود را در مرحلهٔ دوم تور پالنسیا در سال ۲۰۰۲ به دست آورد. در سال ۲۰۰۳ برندهٔ مسابقهٔ تایم تریل انفرادی زیر ۲۳ سال اسپانیا شد. سپس در آتن، رتبهٔ چهارم تایم تریل زیر ۲۳ سال اروپا را به دست آورد. در همان سال، در مسابقات جهانی زیر ۲۳ سال در همیلتون کانادا نیز شرکت کرد و در رتبهٔ ۳۳ قرار گرفت. کوبو در ماه سپتامبر به عنوان رکابزن تمرینی به تیم وینی کالدیرولا پیوست.

## فعالیت حرفه‌ای
در سال ۲۰۰۴ کوبو نخستین قرارداد حرفه‌ای خود را با تیم سونیر دوال–پرودیر امضا کرد. در سال ۲۰۰۵ حضور در گرند تورها را با شرکت در جیرو دیتالیا آغاز کرد. در همان سال، در مرحلهٔ نخست تور آلمان دوم شد و برای نخستین بار روی سکوی یک مسابقهٔ حرفه‌ای ایستاد. در سال ۲۰۰۶ در ووئلتا اسپانیا حضو یافت، ولی آن را به پایان نرساند.
در آغاز سال ۲۰۰۷ قهرمان تور باسک شد. او برندهٔ مرحلهٔ نخست شد؛ ولی در مرحلهٔ سوم رهبری مسابقه را از دست داد. دوباره با پیروزی در مرحلهٔ پنجم، به صدر بازگشت و با حفظ جایگاه خود در تایم تریل مرحلهٔ ششم، قهرمانی را به دست آورد. سپس برای نخستین بار در تور دو فرانس شرکت کرد و آن را با رتبهٔ ۲۰ به پایان رساند.
در تور دو فرانس ۲۰۰۸ کوبو در مرحلهٔ دهم که نخستین مرحلهٔ کاملاً کوهستانی تور بود، پس از لئوناردو پیپولی دومین نفری بود که از خط پایان گذشت. ولی در روز بعد تیم سونیر دوال–اسکات به دلیل دوپینگ ریکاردو ریکو از تور کنار کشید. بعدها پیروزی پیپولی پس گرفته شد و کوبو برندهٔ مرحلهٔ ۱۱ تور اعلام شد.
در سال ۲۰۰۹ حامی مالی تیم تغییر کرد و کوبو رهبر تیم شد. کوبو رتبهٔ دهم ووئلتا را به دست آورد و در یک مرحله پیروز شد. در سال ۲۰۱۰ به عضویت کز دیپارن درآمد؛ ولی پس از یک فصل ناموفق به ژئوکس-تی‌ام‌سی پیوست.
در آغاز فصل ۲۰۱۱ تیم ژئوکس–تی‌ام‌سی سهمیه‌ای برای شرکت در ووئلتا اسپانیا دریافت کرد. کوبو به عنوان یکی از خادمان دنیس منچوف انتخاب شد. ولی پس از پیروزی در مرحلهٔ ۱۵ در شیب تند آنگلیرو هم رهبری تیم و هم رهبری مسابقه را به دست آورد. او توانست رهبری را تا پایان مسابقه حفظ کند و در برابر حملات کریس فروم (که ۱۳ ثانیه پس از او در رتبهٔ دوم قرار گرفت) مقاومت کند. یکی از شدیدترین حملات فروم در کیلومتر پایانی مرحلهٔ ۱۷ انجام شد که کوبو مدتی عقب افتاد؛ ولی در نزدیکی خط پایان به گروه پیوست.
با انحلال ژئوکس–تی‌ام‌سی در پایان فصل ۲۰۱۱ کوبو در فصل ۲۰۱۲ به موویستار پیوست؛ ولی هیچ پیروزی به دست نیاورد. ابتدا در تور دو فرانس شرکت کرد و آن را با رتبهٔ ۳۰ تمام کرد. سپس برای ووئلتا به عنوان رهبر تیم انتخاب شد تا از قهرمانی خود دفاع کند؛ ولی پس از این که در مراحل ابتدایی در مقایسه با آلخاندرو والورده نتایج بدتری به دست آورد، رهبری تیم به والورده منتقل شد. کوبو به والورده کمک کرد بر سکوی دوم بایستد و خود در رتبهٔ ۶۷ قرار گرفت.
کوبو در فصل ۲۰۱۳ در جیرو مسابقه داد؛ ولی موفقی به دست نیاورد. در پایان فصل نیز موویستار را ترک کرد و به تیم Torku Şeker Spor ملحق شد.

## نتایج در گرند تورها
| گرند تور       | ۲۰۰۵   | ۲۰۰۶   | ۲۰۰۷ | ۲۰۰۸   | ۲۰۰۹ | ۲۰۱۰ | ۲۰۱۱ | ۲۰۱۲ | ۲۰۱۳ |
| -------------- | ------ | ------ | ---- | ------ | ---- | ---- | ---- | ---- | ---- |
| جیرو دیتالیا   | ناتمام | —      | —    | —      | —    | —    | —    | —    | ۱۱۶  |
| تور دو فرانس   | —      | —      | ۲۰   | ناتمام | —    | —    | —    | ۳۰   | —    |
| ووئلتا اسپانیا | —      | ناتمام | —    | —      | ۱۰   | —    | ۱    | ۶۷   | —    |